# Lista członków zespołu Budka Suflera
Skład Budki Suflera przechodził liczne zmiany na przestrzeni lat. Przez cały okres istnienia zespołu należał do niego Romuald Lipko (zm. 6 lutego 2020), któremu przez większość czasu towarzyszyli: Krzysztof Cugowski i Tomasz Zeliszewski.
Pierwszy zespół o tej nazwie powstał już w 1969, jego współzałożycielem był Cugowski. Zanim rozpadł się we wrześniu 1970, zarejestrował w studiu kilka własnych kompozycji, z których tylko jedna się zachowała.
Lipko początkowo był basistą, później zaczął grać na instrumentach klawiszowych, a ponadto od początku pełnił rolę głównego kompozytora grupy. Zeliszewski oprócz gry na perkusji zajmował się okazjonalnie pisaniem tekstów, a także był menedżerem zespołu. Głównym wokalistą od momentu powstania Budki Suflera był Cugowski, z wyjątkiem okresu 1978–1983, kiedy zastąpiony był przez innych, w tym przez Romualda Czystawa i Felicjana Andrzejczaka. Gitarzyści zmieniali się wielokrotnie. Na gitarze prowadzącej grali między innymi: Andrzej Ziółkowski, Jan Borysewicz, Krzysztof Mandziara i Marek Raduli, zaś na gitarze basowej, poza Lipką i Ziółkowskim – Piotr Płecha i Mieczysław Jurecki.
Teksty do utworów Budki Suflera pisali, w różnych okresach, między innymi: Adam Sikorski, Marek Dutkiewicz, Andrzej Mogielnicki, Bogdan Olewicz.
Zespół zakończył swoją działalność w 2014 i niespodziewanie reaktywował się w 2019 bez Krzysztofa Cugowskiego. Nowym wokalistą został Robert Żarczyński. Od 2022 prócz Żarczyńskiego, wokalistami zespołu są również Irena Michalska i Jacek Kawalec.

## Obecni muzycy
- Robert Żarczyński – śpiew (od 2019)
- Irena Michalska – śpiew (od 2021)
- Jacek Kawalec – śpiew (od 2022)
- Tomasz Zeliszewski – perkusja (od 1975)
- Mieczysław Jurecki – gitara basowa, gitary (1981–1984, 1986–1987, 1992–2003, od 2019)
- Dariusz Bafeltowski – gitara (od 2019)
- Piotr Bogutyn – gitara (od 2019)
- Piotr Sztajdel – instrumenty klawiszowe (od 2020)

## Składy na przestrzeni lat
Przypisy podane w pierwszej kolumnie oznaczają źródło informacji, że w podanych latach zespół grał w danym składzie. Przypisy w pozostałych kolumnach odnoszą się bezpośrednio do informacji, przy której się znajdują.
| Lata                           | Skład | Gościnnie | Utwory / Albumy |
| ------------------------------ | --- | --- | --- |
| 1969–1970                      | - Krzysztof Cugowski – śpiew - Janusz Pędzisz – gitara basowa - Krzysztof Brozi – gitara - Witold Odorowicz – fortepian, organy - Jacek Grün – perkusja | | - „Blues George’a Maxwella” |
| 1974–1975                      | - Krzysztof Cugowski – śpiew - Romuald Lipko – gitara basowa - Andrzej Ziółkowski – gitara - Zbigniew Zieliński – perkusja | - Alibabki – wokal wspierający | - „Sen o dolinie” - „Memu miastu na do widzenia”                                                                                    |
| 1975–1976                      | - Krzysztof Cugowski – śpiew - Romuald Lipko – gitara basowa, instrumenty klawiszowe - Andrzej Ziółkowski – gitara - Tomasz Zeliszewski – perkusja | - Alibabki – wokal wspierający - Marek Stefankiewicz – instrumenty klawiszowe - Czesław Niemen – moog (w utworze „Szalony koń”) - Andrzej Szczodrowski – saksofon, instrumenty klawiszowe (od 1976)                                                                          | - Cień wielkiej góry - „Podarowany dzień” - „Traktat” - „Chwila szczerości” - „Ballada o zaufaniu” - Przechodniem byłem między wami |
| 1976–1978                      | - Krzysztof Cugowski – śpiew (do 1 stycznia 1978) - Romuald Lipko – gitara basowa, organy - Andrzej Ziółkowski – gitara - Andrzej Szczodrowski – saksofon, instrumenty klawiszowe - Tomasz Zeliszewski – perkusja                                                     | - Marek Stefankiewicz – saksofon - sekcja smyczkowa i wokalna orkiestry Jerzego Miliana - sekcja dęta grupy Spisek | - „Komentarz do pewnej legendy” |
| 1978 (I połowa)                | - Stanisław Wenglorz – śpiew - Romuald Lipko – gitara basowa, organy - Andrzej Ziółkowski – gitara, gitara basowa - Jan Borysewicz – gitara - Tomasz Zeliszewski – perkusja                                                                                           | | - „Kula nocnego światła” - „Rozmowa” - „Ślady na piasku” - „Życiowy numer”                                                          |
| 1978 (II połowa)–1979          | - Romuald Czystaw – śpiew - Romuald Lipko – gitara basowa, organy - Andrzej Ziółkowski – gitara, gitara basowa - Jan Borysewicz – gitara - Tomasz Zeliszewski – perkusja                                                                                              | | - „Baker Street” - „Give a Little Bit” - „The Way It Is” - „I Want You (She’s So Heavy)” - Na brzegu światła                        |
| 1979–1980                      | - Romuald Czystaw – śpiew - Romuald Lipko – instrumenty klawiszowe - Andrzej Ziółkowski – gitara basowa - Jan Borysewicz – gitara - Zdzisław Janiak – gitara rytmiczna - Tomasz Zeliszewski – perkusja                                                                | - Andrzej Szczodrowski – w utworze „Sekret” - Krzysztof Ścierański – gitara basowa w utworze „Tyle z tego masz” - Beata Kozidrak – wokal wspierający - Andrzej Pietras – wokal wspierający                                                                                   | - Ona przyszła prosto z chmur |
| 1980–1982                      | - Romuald Czystaw – śpiew - Romuald Lipko – instrumenty klawiszowe - Andrzej Ziółkowski – gitara basowa (do lipca 1981) - Mieczysław Jurecki – gitara basowa (od 1981) - Jan Borysewicz – gitara (do 1981) - Zdzisław Janiak – gitara - Tomasz Zeliszewski – perkusja | | - Za ostatni grosz - „Nie wierz nigdy kobiecie” - „Bez satysfakcji” - „Nie ma końca tej podróży”                                    |
| 1982–1983                      | - Felicjan Andrzejczak – śpiew - Romuald Lipko – instrumenty klawiszowe - Mieczysław Jurecki – gitara basowa - Andrzej Sidło – gitara - Tomasz Zeliszewski – perkusja                                                                                                 | - Urszula – wokal wspierający w utworze „Noc komety” - Henryk Miśkiewicz – saksofon w utworze „Burza” | - „Jolka, Jolka pamiętasz” - „Noc komety” - „Czas ołowiu” - „Burza”                                                                 |
| 1983–1984                      | - Felicjan Andrzejczak – śpiew (do 1983) - Krzysztof Cugowski – śpiew (od 1983) - Romuald Czystaw – śpiew (do 1984) - Romuald Lipko – instrumenty klawiszowe - Andrzej Sidło – gitara - Mieczysław Jurecki – gitara basowa - Tomasz Zeliszewski – perkusja            | - Urszula – wokal wspierający w utworach „Cień wielkiej góry” i „Jest taki samotny dom” - Henryk Majewski – saksofon w utworach „Sen o dolinie” i „Z dalekich wypraw” | - 1974–1984 |
| 1984                           | - Krzysztof Cugowski – śpiew - Romuald Lipko – instrumenty klawiszowe - Andrzej Sidło – gitara - Krzysztof Mandziara – gitara - Piotr Płecha – gitara basowa - Tomasz Zeliszewski – perkusja                                                                          | | - Czas czekania, czas olśnienia - „Ostatnie ogłoszenie”                                                                             |
| 1984–1986                      | - Krzysztof Cugowski – śpiew - Romuald Lipko – instrumenty klawiszowe - Krzysztof Mandziara – gitara - Piotr Płecha – gitara basowa - Tomasz Zeliszewski – perkusja                                                                                                   | - Józef Nowakowski – produkcja i perkusja na albumie GIganci tańczą (1985) | - „Publikatory” - „Wypożyczalnia myśli” - Giganci tańczą - „Znikający punkt”                                                        |
| 1986–1987                      | - Krzysztof Cugowski – śpiew - Romuald Lipko – instrumenty klawiszowe - Stanisław Zybowski – gitara - Mieczysław Jurecki – gitara basowa - Tomasz Zeliszewski – perkusja                                                                                              | | |
| 1987–1988                      | - Krzysztof Cugowski – śpiew - Romuald Lipko – instrumenty klawiszowe - Stanisław Zybowski – gitara - Tomasz Zeliszewski – perkusja | - Piotr Płecha – gitara basowa - Janusz Biegaj – gitara basowa - Mieczysław Jurecki – gitara basowa na albumie American Tour (1988) | - Ratujmy co się da!! - American Tour                                                                                               |
| 1989–1992                      | - Krzysztof Cugowski – śpiew - Romuald Lipko – instrumenty klawiszowe - Arkadiusz Smyk – gitara - Tomasz Zeliszewski – perkusja | | - „Tylu nas” |
| 1992–1993                      | - Krzysztof Cugowski – śpiew - Romuald Lipko – instrumenty klawiszowe - Mieczysław Jurecki – gitara, gitara basowa - Marek Raduli – gitara - Tomasz Zeliszewski – perkusja                                                                                            | - Piotr Maciąg – saksofon - Arkadiusz Smyk – gitara - Andrzej Warda – gitara - Luiza Staniec – drugi wokal | - Cisza |
| 1994                           | - Krzysztof Cugowski – śpiew - Romuald Lipko – instrumenty klawiszowe - Mieczysław Jurecki – gitara, gitara basowa - Marek Raduli – gitara - Tomasz Zeliszewski – perkusja                                                                                            | - Felicjan Andrzejczak – śpiew - Urszula – śpiew | - Budka w Operze, Live From Sopot '94 - „Krajobraz po rewolucji”                                                                    |
| 1995                           | - Krzysztof Cugowski – śpiew - Romuald Lipko – instrumenty klawiszowe - Mieczysław Jurecki – gitara, gitara basowa - Marek Raduli – gitara - Tomasz Zeliszewski – perkusja                                                                                            | | - Noc |
| 1996–1997                      | - Krzysztof Cugowski – śpiew - Romuald Lipko – instrumenty klawiszowe - Mieczysław Jurecki – gitara, gitara basowa - Marek Raduli – gitara - Tomasz Zeliszewski – perkusja                                                                                            | - Ewa Brachun – chórek - Aleksandra Chludek – chórek - Zbigniew Fil – instrumenty smyczkowe - Piotr Pieniak – instrumenty smyczkowe - Katarzyna Pysiak – chórek - Elżbieta Stopa – instrumenty smyczkowe - Krzysztof Stopa – instrumenty smyczkowe                           | - Nic nie boli, tak jak życie |
| 1998                           | - Krzysztof Cugowski – śpiew - Romuald Lipko – instrumenty klawiszowe - Mieczysław Jurecki – gitara, gitara basowa - Marek Raduli – gitara - Tomasz Zeliszewski – perkusja                                                                                            | - José Torres – perkusja - Orkiestra pod dyrekcją Rafała Delekty | - Akustycznie |
| 1999–2000                      | - Krzysztof Cugowski – śpiew - Romuald Lipko – instrumenty klawiszowe - Mieczysław Jurecki – gitara, gitara basowa - Marek Raduli – gitara - Tomasz Zeliszewski – perkusja                                                                                            | - Felicjan Andrzejczak – śpiew - Romuald Czystaw – śpiew | - 25-lecie Budki Suflera, Spodek 1999 - Live at Carnegie Hall                                                                       |
| 2000–2003                      | - Krzysztof Cugowski – śpiew - Romuald Lipko – instrumenty klawiszowe - Mieczysław Jurecki – gitara, gitara basowa - Marek Raduli – gitara - Tomasz Zeliszewski – perkusja                                                                                            | | - Bal wszystkich świętych - Mokre oczy                                                                                              |
| 2003–2004                      | - Krzysztof Cugowski – śpiew - Romuald Lipko – instrumenty klawiszowe - Piotr Kominek – instrumenty klawiszowe - Mirosław Stępień – gitara basowa - Łukasz Pilch – gitara - Anna Patynek – instrumenty perkusyjne - Tomasz Zeliszewski – perkusja                     | - Sheila E. – perkusja - Steve Lukather – gitara - Marcus Miller – gitara basowa - Greg Phillinganes – produkcja, instrumenty klawiszowe | - Jest |
| 2004–2014                      | - Krzysztof Cugowski – śpiew - Romuald Lipko – instrumenty klawiszowe - Piotr Kominek – instrumenty klawiszowe - Mirosław Stępień – gitara basowa - Łukasz Pilch – gitara - Anna Patynek – instrumenty perkusyjne - Tomasz Zeliszewski – perkusja                     | | - Było - Zawsze czegoś brak - Cień wielkiej góry Live 2011 - Cień wielkiej góry Live – Woodstock Festival Poland 2014               |
| Przerwa w działalności zespołu | | | |
| 2019–2020                      | - Robert Żarczyński – śpiew - Romuald Lipko – instrumenty klawiszowe - Mieczysław Jurecki – gitara basowa - Dariusz Bafeltowski – gitara - Piotr Bogutyn – gitara - Tomasz Zeliszewski – perkusja                                                                     | - Felicjan Andrzejczak – śpiew - Urszula – śpiew - Izabela Trojanowska – śpiew - Piotr Kominek – instrumenty klawiszowe - Marta Świątek-Stanienda – chórki - Ewa Szalchcic – chórki                                                                                          | - „Gdyby jutra nie było” |
| 2020–2021                      | - Robert Żarczyński – śpiew - Piotr Sztajdel – instrumenty klawiszowe - Mieczysław Jurecki – gitara basowa - Dariusz Bafeltowski – gitara - Piotr Bogutyn – gitara - Tomasz Zeliszewski – perkusja                                                                    | - Felicjan Andrzejczak – śpiew - Anna Rosochacka – chórki - Ewa Szalchcic – chórki - Irena Michalska – śpiew (2021) | - „W kinie tak jest” - 10 lat samotności (z Felicjanem Andrzejczakiem)                                                              |
| 2022–2023                      | - Robert Żarczyński – śpiew - Irena Michalska – śpiew - Jacek Kawalec – śpiew - Piotr Sztajdel – instrumenty klawiszowe - Mieczysław Jurecki – gitara basowa, gitary - Dariusz Bafeltowski – gitara - Piotr Bogutyn – gitara - Tomasz Zeliszewski – perkusja          | - Anna Rosochacka – chórki - Ewa Szalchcic – chórki | - Skaza |
| 2024                           | - Robert Żarczyński – śpiew - Irena Michalska – śpiew - Jacek Kawalec – śpiew - Piotr Sztajdel – instrumenty klawiszowe - Mieczysław Jurecki – gitara basowa, gitary - Dariusz Bafeltowski – gitara - Piotr Bogutyn – gitara - Tomasz Zeliszewski – perkusja          | - Natalia Niemen – śpiew - Andrzej Zieliński – śpiew, instrumenty klawiszowe - Zbigniew Hołdys – gitara, śpiew - Ryszard Poznakowski – śpiew, instrumenty klawiszowe - Zdzisław Janiak – gitara - Józef Skrzek – śpiew, instrumenty klawiszowe - Apostolis Anthimos – gitara | - „Licznik” |